# Heriaeus setiger
Heriaeus setiger là một loài nhện trong họ Thomisidae.
Loài này thuộc chi Heriaeus. Heriaeus setiger được Octavius Pickard-Cambridge miêu tả năm 1872.